# Vương Hi
Vương Hi (hoặc Vương Hy, tiếng Trung giản thể: 王曦, bính âm Hán ngữ: Wáng Xī, sinh tháng 8 năm 1966, người Hán) là nhà khoa học vật liệu, chính trị gia nước Cộng hòa Nhân dân Trung Hoa. Ông là Ủy viên dự khuyết Ủy ban Trung ương Đảng Cộng sản Trung Quốc khóa XX, khóa XIX, hiện là Thường vụ Tỉnh ủy, Phó Tỉnh trưởng Quảng Đông. Ông từng là Phó Bộ trưởng Bộ Khoa học và Công nghệ, Phó Chủ tịch Hiệp hội Khoa học Kỹ thuật Trung Quốc.
Vương Hi là đảng viên Đảng Cộng sản Trung Quốc, học vị Tiến sĩ Khoa học vật liệu, chức danh khoa học Nghiên cứu viên, Viện sĩ Viện Khoa học Trung Quốc. Ông là nhà khoa học chuyên nghiên cứu về siêu vi mạch, chùm ion, silicon trên cách điện và bộ bán dẫn phục vụ cho việc phát triển vật liệu điện tử thế hệ mới với hơn 30 năm hoạt động, rồi tham gia chính trường Trung Quốc.

## Xuất thân và giáo dục
Vương Hi sinh vào tháng 8 năm 1966 tại Thượng Hải, nguyên quán ở Nam Thông, Giang Tô, Cộng hòa Nhân dân Trung Hoa. Ông lớn lên và tốt nghiệp cao trung ở Thượng Hải, vào năm 1983 thì thi cao khảo và đỗ Đại học Thanh Hoa, tới thủ đô theo học hệ vật lý kỹ thuật từ tháng 9, tốt nghiệp cử nhân chuyên ngành khoa học vật liệu hạt nhân vào tháng 8 năm 1987. Sau tốt nghiệp, ông thi tuyển và trúng tuyển chương trình nghiên cứu sinh toàn phần sau đại học ở Sở nghiên cứu Luyện kim Thượng hải của Viện Khoa học Trung Quốc, nhận bằng Thạc sĩ Vật lý vật liệu vào năm 1990 rồi tiếp tục nghiên cứu tại chức về khoa học vật liệu, trở thành Tiến sĩ lĩnh vực này vào tháng 5 năm 1994. Giai đoạn này, ông tham gia một khóa học giả thỉnh giảng ở Viện nghiên cứu Công nghiệp và Khoa học ở Úc, sau đó sang Đức và tiếp tục là học giả thỉnh giảng ở Trung tâm nghiên cứu Rosendorf – cơ sở nghiên cứu khoa học về chùm ion hàng đầu thế giới – từ tháng 5 năm 1996 đến tháng 6 năm 1998. Vương Hi được kết nạp Đảng Cộng sản Việt Nam vào tháng 4 năm 2001, ông từng tham gia khóa bồi dưỡng và huấn luyện cán bộ trung, thanh niên giai đoạn tháng 9–12 năm 2003 tại Trường Đảng khối khoa học kỹ thuật Thượng Hải.

## Sự nghiệp

### Khoa học
Tháng 4 năm 1990, sau khi nhận bằng thạc sĩ, Vương Hi được Sở nghiên cứu Luyện kim Thượng Hải của Viện Khoa học Trung Quốc nhận làm nghiên cứu thực tập viên, vừa làm vừa nghiên cứu tiến sĩ. Sau 5 năm 1990–95 liên tục nghiên cứu, ông được bổ nhiệm làm Phó Chủ nhiệm Văn phòng nghiên cứu thứ 16 của sở rồi chuyển sang chức vụ tương đương ở Văn phòng nghiên cứu thứ 3 từ năm 1996. Một năm sau, ông được phân công làm Chủ nhiệm Phòng thực nghiệm khai phóng chùm ion, cũng trong 1 năm thì trở lại và thăng chức là Chủ nhiệm Văn phòng nghiên cứu thứ 3. Năm 2001, ông được chuyển chức làm Chủ nhiệm Văn phòng nghiên cứu thứ 3 của Sở nghiên cứu Kỹ thuật thông tin và MEMS (SIMIT), là Trợ lý Sở trưởng kiêm Giám đốc Công ty Simgui Thượng Hải – công ty nhà nước về công nghệ cao – từ 2002. Năm 2004, ông đảm nhiệm vị trí Phó Bí thư Đảng ủy, Phó Sở trưởng SIMIT, tiếp tục là Bí thư Đảng ủy từ 2007, Phó Sở trưởng thường vụ từ 2009 và Sở trưởng SIMIT từ 2010. Năm 2016, Vương Hi được bầu làm Phó Chủ tịch Hiệp hội Khoa học Kỹ thuật Trung Quốc, tiếp tục là Sở trưởng SIMIT và Viện trưởng Viện nghiên cứu cấp cao Thượng Hải của Viện Khoa học Trung Quốc.
Về chuyên môn, sự nghiệp của Vương Hi chỉ huy nghiên cứu trong ngành khoa học và công nghệ điện tử, kỹ thuật thông tin và truyền thông, mạng cảm biến không dây; công nghệ hệ thống vi mô, vật liệu và thiết bị chức năng thông tin hướng tới truyền thông di động trong tương lai. Ông đi sâu nghiên cứu vệ tinh vi mô, chùm ion; các hiện tượng vật lý của sự tương tác giữa tia hạt năng lượng và chất rắn, bao gồm nghiên cứu và phát triển các vật liệu điện tử tiên tiến và vật liệu lớp mỏng chức năng, cũng như kỹ thuật bề mặt. Ông đã chủ trì các chương trình, dự án nghiên cứu đi đến chế tạo silicon trên cách điện (SOI), chế tạo siêu vi mạch quy mô lớn, đưa những công nghệ mà mình nghiên cứu được phục vụ công nghiệp điện tử Trung Quốc. Về chức danh khoa học, ông được phong Phó Nghiên cứu viên năm 1994, Nghiên cứu viên năm 1996, và được bầu làm Viện sĩ Viện Khoa học Trung Quốc vào tháng 12 năm 2009. Về khoa học, xã hội, ông cũng từng đảm nhiệm các vị trí như Chủ nhiệm Ủy ban chuyên nghiệp vật liệu bán dẫn Thượng Hải; Đồng sự thường vụ Hiệp hội Chân không Thượng Hải; Phó Chủ tịch Hội Liên hiệp Thanh niên Toàn quốc Trung Hoa; và Chủ tịch Hội đồng Khoa học châu Á năm 2018.

### Chính trường
Vào tháng 10 năm 2017, Vương Hi dự Đại hội Đảng Cộng sản Trung Quốc lần thứ XIX, từ đoàn đại biểu khối cơ quan trung ương và nhà nước, được bầu làm Ủy viên dự khuyết Ủy ban Trung ương Đảng Cộng sản Trung Quốc khóa XIX. Tháng 5 năm 2019, ông được bổ nhiệm làm Phó Bộ trưởng Bộ Khoa học và Công nghệ, Thành viên Đảng tổ, đến tháng 8 năm 2020 thì được điều về Quảng Đông, nhậm chức Phó Tỉnh trưởng Quảng Đông. Tháng 5 năm 2022, ông được bầu vào Ủy ban Thường vụ Tỉnh ủy Quảng Đông, đồng thời được bầu là đại biểu của Quảng Đông dự Đại hội Đảng Cộng sản Trung Quốc lần thứ XX. Trong quá trình bầu cử tại đại hội, ông tiếp tục là Ủy viên dự khuyết Ủy ban Trung ương Đảng Cộng sản Trung Quốc khóa XX.

## Giải thưởng
Trong sự nghiệp khoa học, Vương Hi đã đạt được nhiều giải thưởng, trong đó có:
- Giải Nhất Tiến bộ Khoa học Kỹ thuật Trung Quốc về chương trình "Công nghiệp vật liệu SOI cao cấp dựa trên silicon", 2006;
- Giải Nhất Thành tựu Khoa học Kỹ thuật kiệt xuất của Viện Khoa học Trung Quốc, 2007;